# Dragoste de înger
Dragoste de înger (titlu original: The Preacher's Wife) este un film de Crăciun american din 1996 regizat de Penny Marshall. În rolurile principale joacă actorii Denzel Washington, Whitney Houston, Courtney B. Vance, Gregory Hines, Jenifer Lewis și Loretta Devine. Hans Zimmer a fost nominalizat la premiul Oscar pentru cea mai buna coloană sonoră (comedie/muzical). Este o refacere a filmului din 1947 - The Bishop's Wife bazat pe povestirea "The Bishop's Wife" (1928) de Robert Nathan.

## Distribuție
| Nume                        | Rol                  |
| --------------------------- | -------------------- |
| Denzel Washington           | Dudley               |
| Whitney Houston             | Julia Biggs          |
| Courtney B. Vance           | Reverend Henry Biggs |
| Gregory Hines               | Joe Hamilton         |
| Jenifer Lewis               | Margueritte Coleman  |
| Loretta Devine              | Beverly              |
| Justin Pierre Edmund        | Jeremiah Biggs       |
| Lionel Richie               | Britsloe             |
| Paul Bates                  | Saul Jefferys        |
| Lex Monson                  | Osbert               |
| Darvel Davis, Jr.           | Hakim                |
| William James Stiggers, Jr. | Billy Eldridge       |
| Marcella Lowery             | Anna Eldridge        |
| Cissy Houston               | Mrs. Havergal        |
| Aaron A. McConnaughey       | Teen                 |

## Vezi și
- Soția episcopului